# Шабан Шаулич
Ша̀бан Ша̀улич (на сръбски: Шабан Шаулић или Šaban Šaulić) е сръбски певец и композитор. Много популярен в родината си, той е на сцената от 70-те години. Определят го като „Крал на народната музика“. Преди да започне да се занимава с музика е тренирал футбол.

## Биография
Роден е на 6 септември 1951 г. в град Шабац, в мюсюлманското семейството на Илдуза (с моминско име Демирович) и Хусеин (Хуса) Шаулич. Майка му е от град Биелина в Босна и Херцеговина. Още като дете се увлича по пеенето, като негови любими изпълнители са Химзо Половина и Заим Имамович. Малко след своя музикален дебют през 1969 г. влиза в казарма и служи в македонския град Битоля. По-късно се жени за Гордана, с която има три деца – Санела, Илдуза и Михайло.

## Кариера
Шабан Шаулич е открит за музикалната сцена от известния сръбски акордеонист Будимир (Буца) Йованович. През 1969 г. записва първата си плоча – „Дайте ми утеха“ („Дајте ми утјеху“). През 1972 г. излиза плочата „Био сам пијанац". До 1975 г. автор на песните му е Будимир Йованович, след което Шаулич започва сам да пише и композира.

## Кончина
Шабан Шаулич загива трагично на 17 февруари 2019 година при автомобилна катастрофа, близо до германския град Билефелд., когато автомобилът с който той пътува е ударен отзад от пиян шофьор. Умира от раните си малко по-късно.

## Дискография

### Студийни албуми
| - Dajte mi utjehu (1969) - Bio sam pijanac (1972) - Tuzno vetri gorom viju (1974) - Ne pitaj me kako mi je druže (1975) - Gore pisma svedoci ljubavi (1976) - Dođi da ostarimo zajedno (1978) - Dva galeba bela (1979) - Ponovo smo na početku sreće (1980) - Meni je s tobom sreća obećana (1981) - Tebi ne mogu da kažem ne (1984) - Kafanska noć (1985) - Kad bi čaša znala (1986) - Vanredni album (1986) - Kralj boema/Verujem u ljubav (1987) - Samo za nju (1988) - Ljubav je velika tajna (1988) | - Ljubav je pesma i mnogo više (1989) - Pomozi mi, druže, pomozi mi, brate (1991) - Anđeoska vrata (1992) - Ljubavna drama (1994) - Volim da volim (1995) - Tebi koja si otišla (1996) - Vanredni album (1996) - Ljubav je slatka robija (1997) - Tebe da zaboravim (1998) - Za novi milenijum (1999) - Nema ništa, majko, od tvoga veselja (2001) - Kralj i sluga (2002) - Šadrvani (2003) - Album 2004 (хитове + 2 нови песни: „Postelja“ и „Sa njom sve“) (2004) - Telo uz telo (2005) - Bogati siromah (2006) - Milicu Stojan voleo (2008) |

### Компилации
- Balade
- Najlepše pesme